# Hàng Vịnh
Hàng Vịnh là một xã thuộc huyện Năm Căn, tỉnh Cà Mau, Việt Nam.

## Địa lý
Xã Hàng Vịnh nằm ở trung tâm huyện Năm Căn, có vị trí địa lý:
- Phía đông giáp xã Hiệp Tùng
- Phía tây giáp thị trấn Năm Căn
- Phía nam giáp huyện Ngọc Hiển
- Phía bắc giáp xã Hàm Rồng.

Xã Hàng Vịnh có diện tích 24,84 km², dân số năm 2022 là 9.253 người, mật độ dân số đạt 372 người/km².
Xã Hàng Vịnh nằm ở vị trí địa lý thuận lợi, với điều kiện tự nhiên hai mùa mưa nắng đều đặn. Nằm trên dòng sông Cái Lớn nước mặn quanh năm. Xã Hàng Vịnh là nơi có hệ thống sông ngòi chằng chịt.

## Hành chính
Xã Hàng Vịnh được chia thành 5 ấp: 1, 2, 4, Xóm Lớn Ngoài, Xóm Lớn Trong.

## Lịch sử
Ngày 25 tháng 7 năm 1979, Hội đồng Chính phủ ban hành Quyết định số 275-CP về việc thành lập thị trấn Năm Căn – thị trấn huyện lỵ huyện Năm Căn trên cơ sở một phần của xã Năm Căn.
Ngày 17 tháng 12 năm 1984, Hội đồng Chính phủ ban hành Quyết định số 168-HĐBT về việc đổi tên huyện Năm Căn thành huyện Ngọc Hiển và thị trấn Năm Căn thuộc huyện Ngọc Hiển (thị trấn huyện lỵ huyện Ngọc Hiển).
Ngày 14 tháng 2 năm 1987, Hội đồng Bộ trưởng ban hành Quyết định số 33B-HĐBT về việc thành lập xã Hàng Vịnh trên cơ sở diện tích và dân số của thị trấn Năm Căn cũ mới giải thể.
Xã Hàng Vịnh có 2.200 hécta đất và 5.550 nhân khẩu.
Ngày 6 tháng 11 năm 1996, Quốc hội ban hành Nghị quyết về việc chia tỉnh Minh Hải thành hai tỉnh là tỉnh Bạc Liêu và tỉnh Cà Mau. Khi đó, xã  Hàng Vịnh thuộc huyện Ngọc Hiển, tỉnh Cà Mau.
Ngày 17 tháng 11 năm 2003, Chính phủ ban hành Nghị định số 138/2003/NĐ-CP về việc chuyển xã Hàng Vịnh thuộc huyện Ngọc Hiển về huyện Năm Căn mới thành lập quản lý.
Ngày 9 tháng 12 năm 2020, HĐND tỉnh Cà Mau ban hành Nghị quyết số 28/NQ-HĐND về việc sáp nhập Ấp 3 vào Ấp 1.
Ngày 21 tháng 12 năm 2021, UBND tỉnh Cà Mau ban hành Quyết định số 2912/QĐ-UBND về việc công nhận đô thị Hàng Vịnh là đô thị loại V.

## Kinh tế - xã hội
Phương tiện đi lại chủ yếu là xuồng máy, ở đây thủy triều lên xuống đều theo chu kỳ xoay của mặt trăng. Dân địa phương gọi là con nước, xã Hàng Vịnh nằm gần biển nên người dân nơi đây chủ yếu sống bằng nghề nuôi trồng thủy hải sản và khai thác rừng. Ở đây vào khoảng tháng 10 đến tháng 12 nước thường lên cao gây ngập.
Giáo dục trên địa bàn xã:
- Trường Tiểu học xã Hàng Vịnh.
- Trường THCS xã Hàng Vịnh.

Xã Hàng Vịnh có một trạm y tế.

## Giao thông
Đường bộ: Trên bộ từ khi Quốc lộ 1 nối với huyện Năm Căn thì lộ nông thôn được xây dựng giúp cho xã tiện lợi lưu thông với các xã, huyện trong khu vực và thành phố Cà Mau.
Đường thủy: Xã có vị trí địa lý nên phương tiện giao thông chủ yếu là xuồng máy vì thuận tiện cho việc giao thương.